# Roxas (Isabela)
Pour les articles homonymes, voir Roxas.
Roxas est une municipalité de la province d’Isabela, aux Philippines.